# Söderö, Värmdö kommun

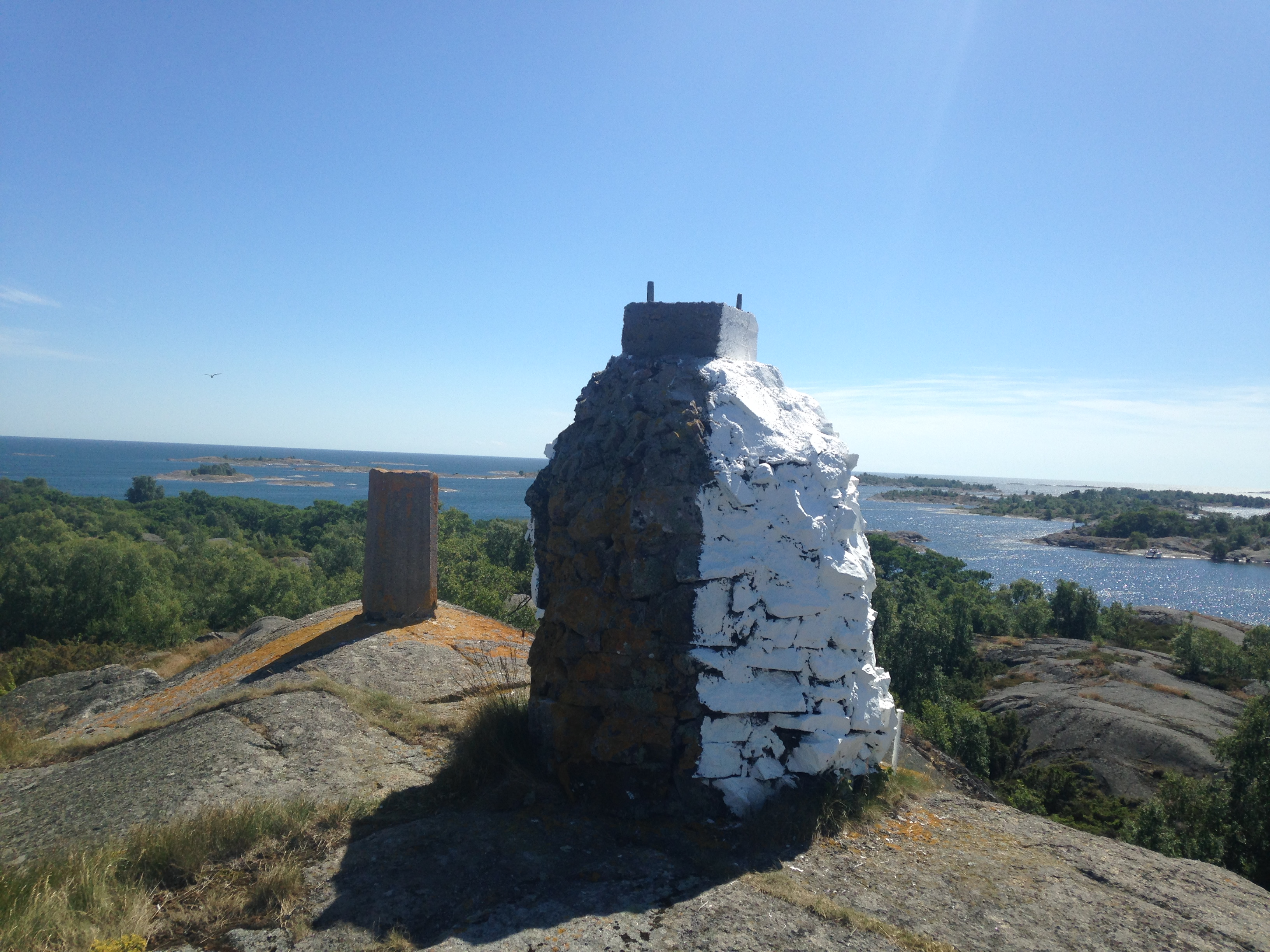
Stenkumlet på Söderö

Söderö är en ö i Stockholm skärgård i Värmdö kommun och i Södermanland. Den ligger i Nämdö socken och ingår i Långviksskärs naturreservat.
Till skillnad från Långviksskär har Söderö inte varit befolkad. Namngivande har varit dess läge söder om Långviksskär. Öborna på Långviksskär använde ön för bete och jakt, vilket flera ortnamn minner om.
Söderöns norra udde heter Storskåren och är sommartid en välbesökt naturhamn. Namnet innehåller ordet skåre som är beteckningen för de skydd som byggdes av sten, ris och dylikt för att dölja skytten vid sjöfågeljakt. Strax söder om Storskåren och på Söderöns nordvästra del ligger Mjölkvallarna, en äng där långviksskärsborna förr hade kor på bete. Idag är ängskilen igenväxt, framför allt av al men även ett mindre bestånd av idegran återfinns på platsen. Halvön som utgör Söderöns västligaste udde heter Stangkobben och är namngiven efter att det förr fanns nätstänger på platsen. Över smala sund, i detta fall Steghålet mellan Söderö och den västerut liggande Hummelskär, spändes nät upp mellan höga stänger med syfte att fånga sjöfågel. Den här jaktmetoden gav förr ett betydelsefullt tillskott till försörjningen för skärgårdsborna och praktiserades ännu inpå 1800-talet.
Söder om Stangkobben ligger Jaktoppdraget där man förr drog upp större båtar för vinterförvaring. Idag finns här en sopmaja, då klipporna strax söder härom vid Söderfladen utgör en vindskyddad och populär naturhamn. Ovanför dessa klippor på sydvästra Söderö ligger berget Tunnan som är knappt 20 meter högt, vilket är en imponerande höjd så här pass långt ut i havsbandet. På berget står ett stenkummel, ett militärt sjömärke som ej är utsatt på sjökort. Strax utanför berget ligger en liten, hög och brant kobbe vars form och utseende har givit den namnet Domkyrkan. Söderös sydligaste udde kallas Måsudden.
Söderöns östsida är riktad mot det öppna havet och endast mindre skär ligger härutanför, däribland Tärnskär. På östsidan finns fem vikar, från söder till norr: Tjuvgropen som är den innersta delen av Bredvarpet, Rävhålet, Livlandshamnen och Laxvarpet. Efterledet 'varp' tyder på att fiske bedrivits på platsen och att man där kunnat dra not. Livländarna kom från Estland och Lettland och var illa ansedda av skärgårdsbefolkningen, vilket bland annat finns beskrivet i boken  "Från slott till koja" som skrevs av den på Långviksskär tidvis boende amerikanska diplomaten William Widgery Thomas:
| ”                                   | Skärgårdsfolket hyser en misstänksam fruktan för och hat mot livländare. Om någon mister något, så heter de alltid att, att livländare måste ha gått iland och stulit det. (…) Om någon seglare synes långt ut till sjöss och kryssande på ett mer ovanligt sätt, så var öborna säkra på, att det var en livländsk sjörövare, som låg därute tills det blev mörkt, då manskapet skulle gå iland och utplundra dem. | „ |
| – Från slott till koja, W.W. Thomas | |   |